# サンタ・マリア・ダル・マル教会

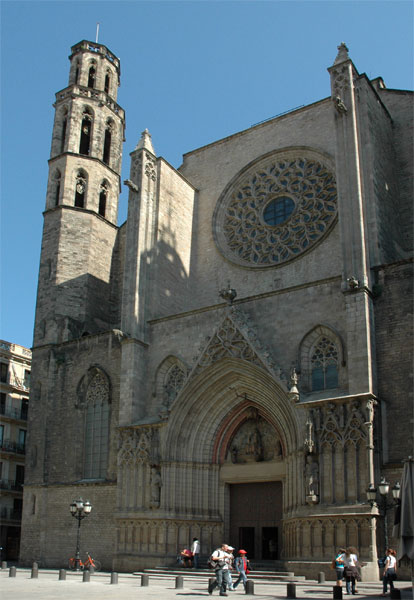
教会のファサード

サンタ・マリア・ダル・マル教会 （カタルーニャ語: La església de Santa Maria del Mar）は、スペイン バルセロナ シウタ・ベリャ区にあるカトリックのバシリカ。カタルーニャ・ゴシック様式を代表する教会建築である。

## 概要

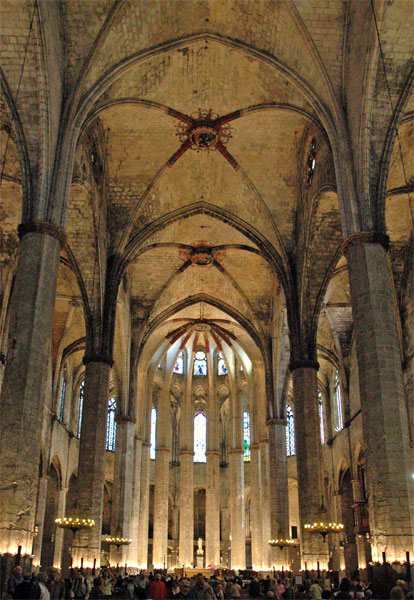
本堂から内陣を眺める

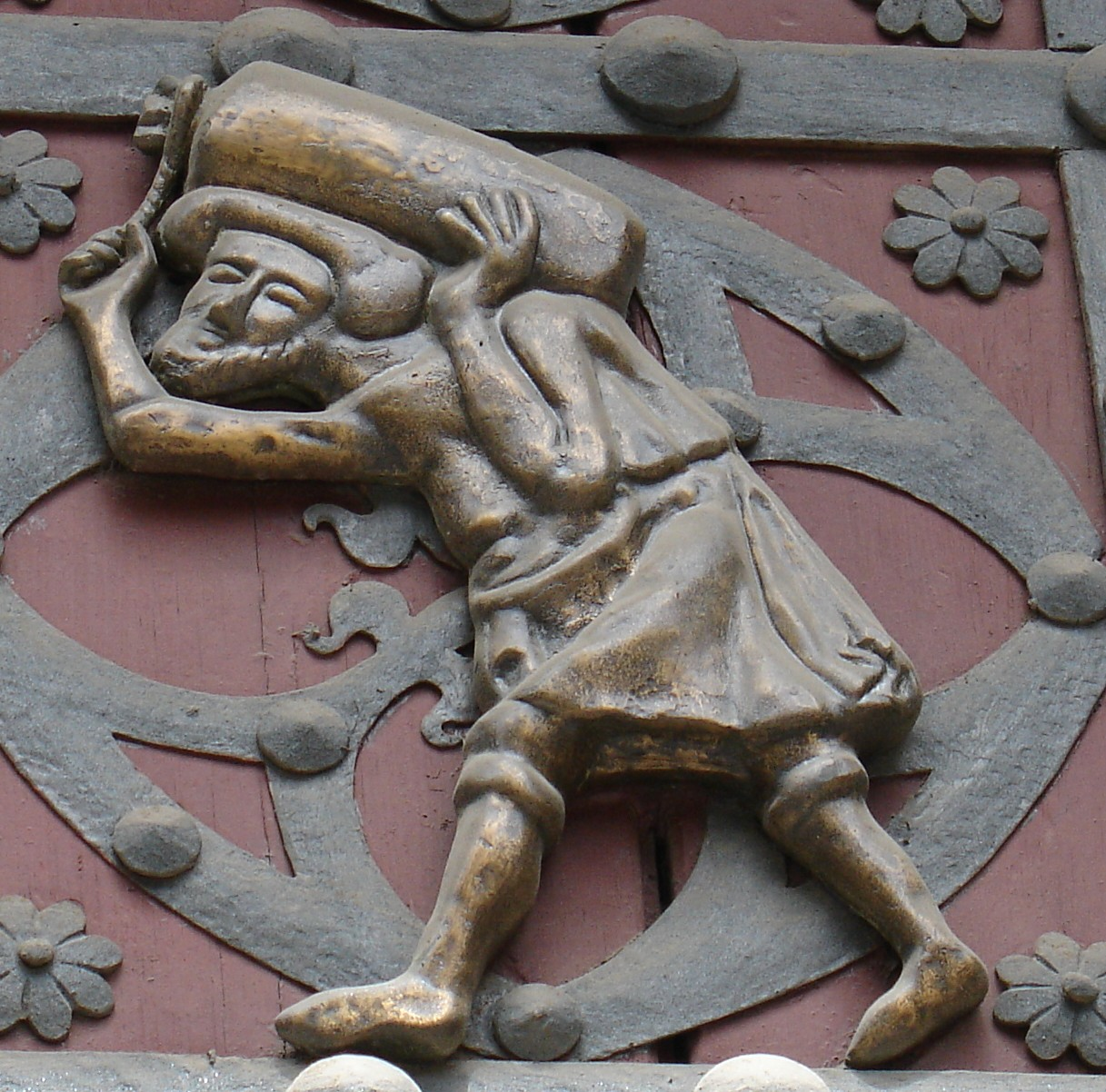
ラ・リベラ門には事業に参加したバスタイショの姿が刻まれている

現在の学説のいくつかは、サンタ・マリア・ダル・マル教会が古代ローマ時代の円形競技場と砂の上に建設されたという説を支持している。
1005年、初めてサンタ・マリア・ダル・マルの名が登場する。4年後にはビラノバ・ド・ラ・マル地区（現在のリベラ地区）の教区となった。この地区はバルセロナを囲む城壁外にあり、船主や海運商人、荷受労働者が暮らしていた（13世紀から15世紀にかけ、一帯は海に面していた）。
モレラス門の布石が置かれた年である1329年が、建設の始まった年とみられている。建設に加わったのは建築家バランゲー・ダ・モンタグ (ca) とラモン・ダスプッチである。ここで驚くべき事実がある。教会建設事業において、港湾関係者やリベラ地区住民といった教区民だけが建設資材の責任を負うと判断されたことである。同時期に建設されていたサンタ・エウラリア大聖堂がアラゴン王家や貴族、高位聖職者と深く結びついていたのとは対照的である。リベラ住民は積極的に建設事業に参加したと見られる。特にバスタイショ (ca) と呼ばれたリベラの荷受労働者たちは、ムンジュイックの王立採石場や、船でバルセロナの浜へ運ばれた巨大な石を、一人一人がその背で運んだのである。1350年頃、壁、ファサード、小礼拝堂が完成した。1368年、バルセロナ伯ペラ3世（アラゴン王ペドロ4世）は、ムンジュイックからの石の搬出を許可した。1383年にヴォールトの最後の部分が完成し、翌年に最初のミサが挙げられた。1428年に発生した地震でバラ窓が崩壊し、落ちてきた石に当たって多くの犠牲者が出た。しかしただちにフランボワイヤン様式で再建が命じられ、1459年に工事は完了した。続く数世紀のうちに付け足された部分とバロック様式の祭壇は、1936年8月3日から4日にかけ発生した教会の火事で焼かれた。火災は、当時バルセロナ市内の各教会を標的としていた共産主義者とアナーキストによるものであった。
1923年、ローマ教皇ピウス11世によって教会はマイナー・バシリカの地位を与えられた。
外観は重厚な印象を与えるが、反対に内部は光あふれ広大である。本堂と内陣の間には翼廊や建築的境界がなく、3本の通路が単一の空間をつくるバシリカ型である。簡素なリブ状ヴォールトは細長い八角形の柱で支えられ、位置の高い高窓 (en) からは日光が豊富に降り注ぐ。